# 唐久便利
唐久便利是一家总部位于中国山西省太原市的连锁便利店企业，创始于1996年。现主要在山西、陕西、河南、海南、河北等地开展零售业务。
截至2024年末，唐久便利在全中国共有约2300家门店，门店员工总数约11000人，年销售额超过50亿元。其以日系便利店为模版学习，在部分年轻的消费者中有“太原版7-Eleven”之称。

## 发展历史
1996年，山西商人杨文斌前往日本考察时，受到了7-Eleven的24小时便利业态很大影响，决心将此类商业模式带回自己家乡太原。同年5月28日，山西省太原唐久超市有限公司成立，也标志着企业始创。
要让太原人享受到发达城市的便利，这是我开便利店的初衷。——杨文斌
1998年，第一家唐久便利店在太原漪汾苑开业。该店为社区小店，面积仅有100多平方米，但首次引入了电饭锅煮玉米、冷藏酸奶等即食服务。
2000年，唐久便利在省会城市的门店数量达到100家。
2006年唐久从传统仓储进行升级，投建华北地区首个现代化物流中心，占地面积达到4万平方米。2009年，又建成了冷链配送中心，使得生鲜、熟食及冷藏冷冻品可基本实现日配。
2010年，西安唐久便利连锁有限公司成立，唐久开始进军西安市场。
2011年，太原唐久烘焙工厂正式启用。2013年左右，唐久门店就已经配备了最基本的鲜食供应。2015年，全门店销售额突破20亿元。2016年，被中国连锁经营协会评为“商业特许经营体系评定企业AAA级”。
2018年，唐久门店数量突破1500家。
2020年，太原唐久冷链鲜食工厂正式启用，为山西首家SC认证冷链鲜食工厂。
2021年，成立唐久便利郑州分公司。同年10月，唐久联合支付宝将太原市杏花岭区五一路的一家唐久社区店改造为数字化便民店。
2022年，样咖啡品牌创立。
2023年，唐久会员小程序上线。

## 业务范围

### 山西
山西太原是唐久便利的创始地与大本营，门店密度很高。据调研，在太原每3个人当中就有1个是唐久的会员，人群覆盖率相当高。其与金虎便利合称“太原便利店双雄”，在当地有“三步一唐久，五步一金虎”之说。
1998年，太原第一家也是全国第一家唐久便利店开业时，杨文斌就照搬了7-Eleven的24小时营业模式，同时发现了本土化改造的必要性，在货架上加设散装陈醋桶，新增“和面服务”，以迎合山西人爱喝陈醋、爱吃面食的习惯。唐久便利店有许多较为特色的商品，例如山西特产——汾酒。在山西买特产，去便利店就是一个很不错的选择。
2023年起，唐久便利开始在山西多个地级市开放加盟业务。

### 陕西
2010年，西安唐久便利连锁有限公司成立，标志着唐久便利正式进军西安市场。西安地区第一家门店同年7月开业。
2019年，西安唐久多温层配送中心正式启用。2021年，西安唐久烘焙工厂和冷链鲜食工厂正式启用。
2021年，唐久便利西安门店数量已逾200家，仅次于当地本土品牌每一天，二者同为西安规模最大的两个连锁便利店品牌。2024年，唐久西安门店数量仍保持在200余家左右。

### 河南
2021年，唐久便利郑州分公司正式成立，郑州成为唐久进军的第三个省会城市。2021年12月15日，唐久郑州首店开业。12月15日至20日，唐久在郑州有6家门店开门迎客。

### 河北
2024年，唐久便利店石家庄首家门店开业，位于石家庄市长安区北宋路10号，标志着唐久开始向东拓展商业版图。

### 海南
2025年5月，唐久便利在海口开设海南首家门店，正式进入海南市场。唐久将持续布局海口市场，下半年还将拓展三亚、陵水、万宁等地区，以至于计划未来覆盖海南全岛各地。

### 其他地区
唐久便利有进军成都市场的计划。

## 特色产品
- 样咖啡
  - 冰橙美式
  - 美式
  - 拿铁
- 鲜食
  - 名古屋炸鸡饭480g
  - 奥尔良烤鸡肉饭团100g
  - 火腿鸡蛋三明治135g
- 烘焙
  - 虎皮蛋糕卷90g
  - 红豆紫米面包105g
  - 冰皮月亮蛋糕（浓厚生巧风味）75g[14]
- 其他
  - 唐久三明治
  - 唐久蒸包
  - 唐久大包
  - 唐久玉米
  - 唐久豆浆
  - 唐久茶蛋
  - 唐久饭团寿司
  - 唐久面包
  - 唐久关东煮
  - 唐久烤肠
  - 唐久便当
  - 唐久沙拉
  - 唐久甜点
  - 唐久炸品[15]